# Пярнакиви, Хуберт
Хуберт Пярнакиви (эст. Hubert Pärnakivi, 16 октября 1932, Таллин — 28 октября 1993, Тарту) — советский легкоатлет (бегун на средние и длинные дистанции), серебряный призёр чемпионата СССР по лёгкой атлетике 1958 года, победитель легкоатлетического матча СССР — США 1958 года, Заслуженный мастер спорта СССР (1970).

## Биография
В 1952 году окончил школу. Выпускник Тартуской сельскохозяйственной академии 1957 года, врач-ветеринар. Начал заниматься лёгкой атлетикой в школе под руководством Эльмара Ардма. В 1952—1954 годах его тренером был Вальтер Калами, а затем — Элмот Хейдо. Выступал за клуб «Калев» (Тарту).
28-кратный чемпион Эстонии в беге на различные дистанции. 11 раз побеждал в традиционных для Эстонии забегах вокруг озера Вильянди (12 км). Серебряный призёр чемпионата СССР по лёгкой атлетике 1958 года в беге на 5000 м (13.59,8 — личный рекорд).
На чемпионате Европы по лёгкой атлетике 1958 года был 11-м на дистанции 5000 м (14.34,8). В том же году в матче СССР — США в Москве победил в беге на 5000 м (14.28,4). В 1959 году на мемориале братьев Знаменских победил на дистанции 10 000 м (29.25,0).
В соревнованиях придерживался тактики преследования.

Пярнакиви не может лидировать, такой уж бегун. Надо его вести.— Пётр Болотников

### Легкоатлетический матч СССР — США 1959 года
- Забег на 10 000 метров

Второй легкоатлетический матч СССР — США состоялся 18—19 июля 1959 года в Филадельфии. Матч проходил при 33°С тепла и влажности воздуха 90 %. Пярнакиви стал одним из главных героев этого матча.
Сборная США побеждала по ходу матча со счётом 75:73. Очередной дисциплиной был бег на 10 000 метров. За сборную СССР бежали Алексей Десятчиков и Хуберт Пярнакиви, за команду США — Роберт Сот и Макс Труэкс. Победитель забега приносил своей команде пять очков, занявшие последующие места — три, два и одно соответственно. Если бегун сходил с дистанции, то его команда очков не получала. Согласно прогнозам местной прессы, первые два места должны были занять американские бегуны.
В ходе забега лидировали советские бегуны. Темп был равномерным. На восьмом километре дистанции Сот предпринял рывок, который поддержал Пярнакиви. Вскоре силы оставили Сота, он начал беспорядочно топтаться на месте и рухнул на землю. В этот момент Пярнакиви обошёл Сота. Американец встал, но потом упал снова. Организаторы соревнований не подпускали никого к спортсмену в надежде, что он сможет продолжить забег. Врач советской команды прорвался сквозь оцепление и на месте сделал Соту массаж сердца, что спасло последнему жизнь.
Равномерный темп бега позволил Десятчикову сохранить силы и выйти вперёд. Судьи, потрясённые тем, что случилось с Сотом, сбились со счёта и заставили Десятчикова и Труэкса бежать лишний круг. Десятчиков стал первым в забеге, Труэкс — вторым. Попытка догнать Сота отняла много сил у Пярнакиви. Его бег стал больше похож на топтание на месте, его мотало в стороны, он высоко поднимал колени. На преодоление последних 100 метров дистанции он потратил минуту и после финиша рухнул на руки Десятчикова. Хуберт Пярнакиви, как и Сот, был доставлен в реанимацию и у обоих была зафиксирована клиническая смерть. После этого в медицине появился термин «Эффект (случай) Сота».
Результат Десятчикова составил 31.40,6 с, финишировавшего третьим (вторым) Пярнакиви — 32.49,6. Первый день соревнований был проигран советской мужской сборной. Но женская сборная, как и ожидалось, выступила успешнее своих соперниц, и матч был выигран со счётом 175:167.

### Дальнейшая жизнь
Карьера Сота и Пярнакиви в большом спорте после этих соревнований практически завершилась. Пярнакиви в дальнейшем участвовал в соревнованиях республиканского уровня.
Долгое время спортивный подвиг Пярнакиви оставался неизвестным в Советском Союзе. В 1970 году на экраны страны вышел фильм Элема Климова «Спорт, спорт, спорт», в котором была показана хроника забега 11-летней давности. Кадры фильма так поразили чиновников, что через несколько недель после премьеры Пярнакиви было присвоено звание заслуженного мастера спорта СССР.
До конца своей жизни проработал в ветеринарной клинике. В одном из своих последних интервью Пярнакиви сказал:
Для нас всех тогда это было нормой — биться до конца за сборную и Родину.
Скончался в 1993 году после продолжительной болезни.

## Память
- При жизни Хуберта Пярнакиви ему был установлен памятник близ озера Вильянди[5].
- В 2007 году его жена выпустила книгу «Легендарный Хуберт Пярнакиви»[10].

## Результаты

### Соревнования
| Год  | Город   | Дата     | Дистанция  | Результат   | Место | Видео |
| ---- | ------- | -------- | ---------- | ----------- | ----- | ----- |
| 1958 | Таллин  | 19 июля  | 5000 м     | 13.59,8 NR* | II    |       |
| 1958 | Тбилиси | 6 ноября | кросс 8 км | 26.36,6     | III   |       |
| 1959 | Москва  | 10 мая   | кросс 5 км | 14.41,8     | II    |       |

1. ↑  тогда Эстонской ССР